# 约翰·斯图亚特·麦克弗森

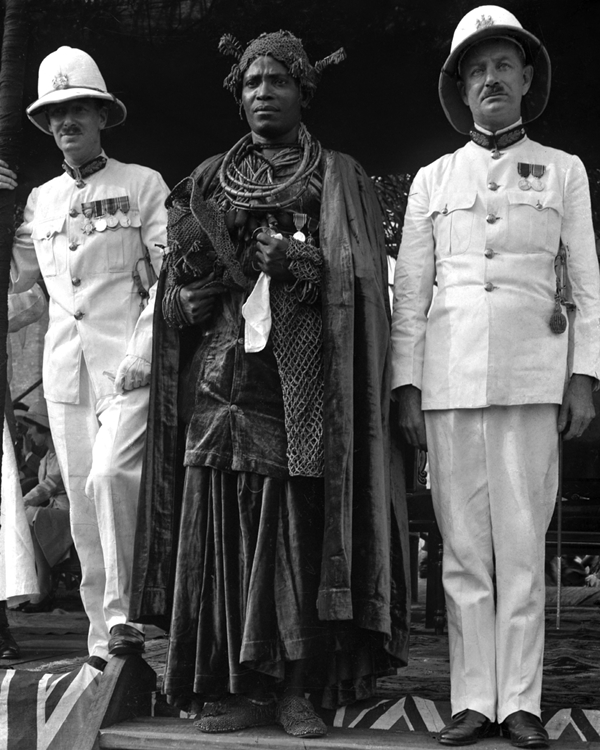
约翰·斯图亚特·麦克弗森（左）与阿肯祖亚二世（中）和第二代普利茅斯伯爵艾弗温莎-克莱夫（右）的合影。尼日利亚贝宁城，1935年

约翰·斯图亚特·麦克弗森爵士，GCMG（英語：Sir John Stuart Macpherson，1898年8月25日－1971年11月5日），英国殖民地行政官员，1948年至1953年担任尼日利亚总督。

## 早年生活
麦克弗森出生于英国爱丁堡，曾就读于乔治·沃森学院和爱丁堡大学，其父为酒店经理。1917年，他受命加入阿盖尔和萨瑟兰高地人团奔赴一战战场，并在西线作战中负伤，因此他余生都穿着钢制紧身胸衣。

## 职业
第一次世界大战后，麦克弗森于马来亚任公务员。1933年至1935年间，麦克弗森被借调到藩政部，此后他于1937年获委任为尼日利亚首席助理司长。1939年3月，麦克弗森获委任为巴勒斯坦托管地布政司，當時阿拉伯人大暴動剛剛平息，同年二戰爆發。1943年，麦克弗森卸任布政司並被派往华盛顿担任英国殖民地补给团团长和英美加勒比委员会联合主席。1945年至1948年期间，麦克弗森担任西印度群岛发展与福利主计长和加勒比委员会的英国联合主席。
1948年，麦克弗森获委任为尼日利亚辅政司（1954年起担任总督），直到1955年退休，其继任者为詹姆斯·威尔逊·罗伯逊。作为辅政司，麦克弗森的主要政绩是颁布了1951年宪法（非正式称为麦克弗森宪法），该宪法以规定了“半责任政府”而闻名。此外，麦克弗森还加速了尼日利亚公职服务的非洲化。
在担任辅政司后，麦克弗森于1956年担任联合国太平洋群岛托管地访问团主席。同年，他被任命为负责殖民地事务的常任副国务卿，任职至1959年。
麦克弗森之子麥法誠曾在香港政府任政務官，官至運輸司，後擔任香港科技大學創校副校長。

## 引用
1. 1 2 3 4 5 6  Kirk-Greene, A. H. M. .  線上版. 牛津大學出版社. doi:10.1093/ref:odnb/37726. 需要订阅或英国公共图书馆会员资格
2. ↑  Sklar, Robert L. . Princeton: Princeton University Press. 1963: 118.